# Universidad Central de Filipinas
La Universidad Central de Filipinas (inglés: Central Philippine University o CPU) es una universidad privada bautista, en Iloílo, Filipinas. Está afiliada a la Convención de Iglesias Bautistas de Filipinas.

## Historia
La universidad tiene su origen en una escuela fundada en 1905 por una misión americana de los Ministerios Internacionales. En 1923, se convirtió en la Universidad Central de Filipinas. En 2019, tenía 7.673 estudiantes.

## Programas
En los niveles de pregrado y postgrado, sus disciplinas cubiertas incluyen las Artes, Ciencias, Negocios, Contabilidad, Computación, Educación, Ingeniería, Turismo, Farmacia, Enfermería, Teología, Comunicación Social, Derecho y Medicina.

## Acreditaciones
La universidad es miembro de la Convención de Iglesias Bautistas de Filipinas, la Junta Unida para la Educación Superior Cristiana en Asia, la Asociación de Escuelas, Colegios y Universidades Cristianas (ACSCU) y la Asociación de Universidades y colegios cristianos en Asia (ACUCA).

## Campus

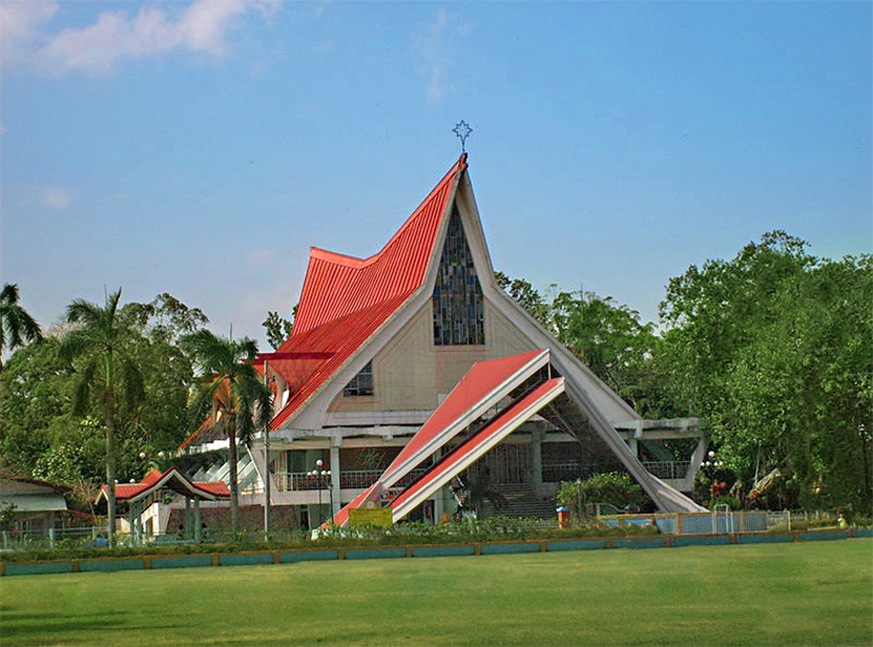
Capilla Universitaria
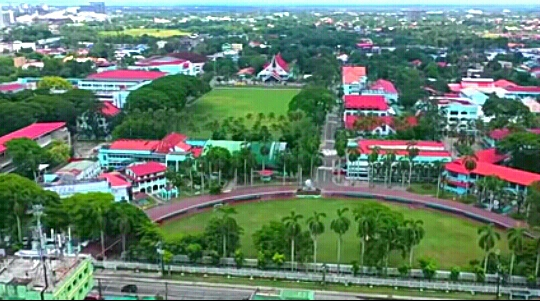
Vista del campus
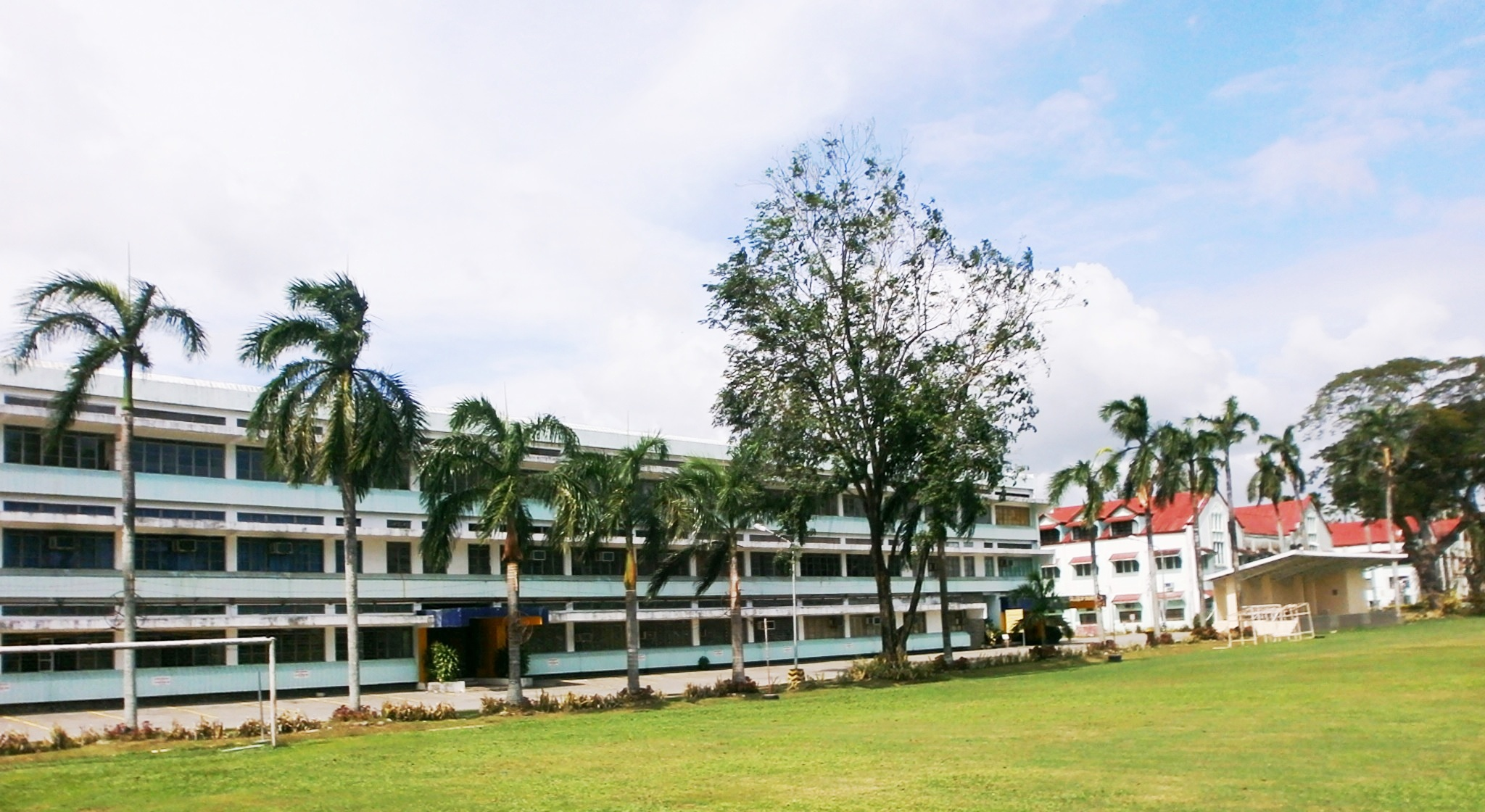
Colegio de Ingenieria
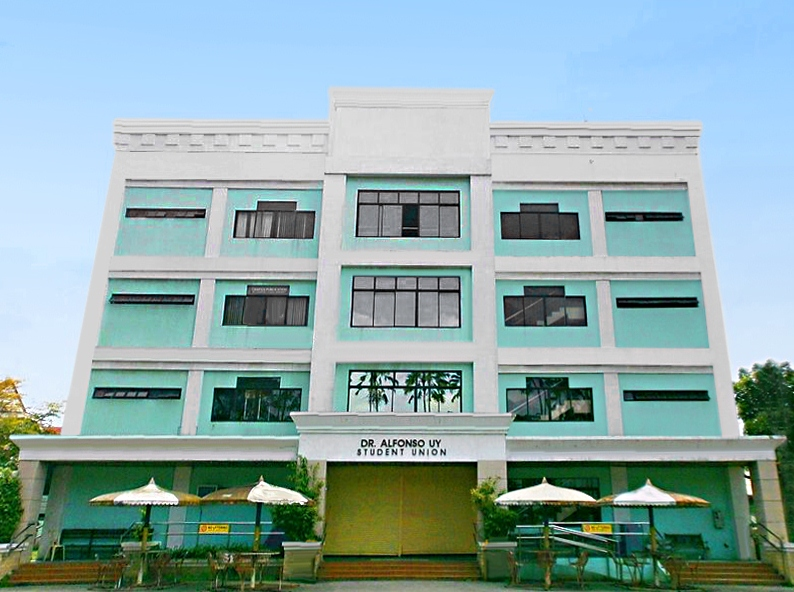
Alfonso A. Uy Student Union Building
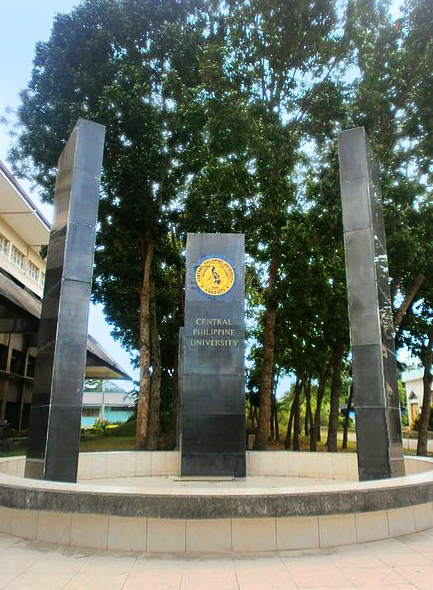
Muro del Recuerdo